# Jean Dresch
Pour les articles homonymes, voir Dresch.
Jean Dresch, né le 30 novembre 1905 à Paris 6e et mort le 4 mars 1994 à Paris 15e, est un géographe français. 

## Biographie

### Jeunesse et études
Jean Dresch est le fils de Joseph Dresch (d), un germaniste devenu professeur à l'université de Bordeaux. Jean Dresch est élève de l'École normale supérieure de la rue d'Ulm (promotion 1926). Il se présente en 1929 aux élections du conseil de discipline de la Sorbonne sur la liste de l’Union fédérale des étudiants. Il est reçu à l'agrégation d'histoire et géographie en 1930.

### Parcours professionnel
Enseignant de lycée au Maroc, largement lié aux milieux communistes et indépendantistes locaux, il soutient une thèse de géographie physique sur l'Atlas marocain en 1941 puis participe à la résistance. À partir de 1945, il poursuit une carrière universitaire qui le mène d'abord à Strasbourg, puis à la Sorbonne en 1948.   
Il dirige l'Institut de géographie de Paris (1960-1970) et est aussi vice-président de l'Union géographique internationale (1968-1980). Il est ainsi l'un des géographes français dominants des années 1950 et 1960, au niveau national et international, comparable au seul Emmanuel de Martonne avant lui. Il donne des cours à l'Institut d'études politiques de Paris.  
L’Académie des sciences d’outre-mer lui décerne le prix maréchal-Louis-Hubert-Lyautey en 1945 pour ses Recherches sur l’évolution du relief dans le Massif central du Grand Atlas, le Haouz et le Sous.
La bibliothèque personnelle et les archives personnelles de Jean Dresch sont désormais conservées par la bibliothèque de l'Université Paris 8 Vincennes Saint-Denis, et pour partie diffusées sur la bibliothèque numérique Octaviana. Sa femme est morte à 70 ans en 1976.

## Décoration
- Officier de l'Instruction publique en 1955, en qualité de « professeur à la faculté des lettres de Paris »[4].

## Apports
Spécialisé dans l'étude des zones arides autant en Afrique du Nord qu'en Chine par exemple, mais aussi dans la géographie humaine de la colonisation et des pays anciennement colonisés, cet universitaire resté jusqu'au bout communiste s'est fortement engagé comme intellectuel anticolonial dans les années 1950 et 1960. Pour son action et ses convictions, il a été revendiqué par la revue Hérodote, dont le fondateur, Yves Lacoste, est un de ses anciens élèves.